# Republik Río Grande

Karte

Die Republik Rio Grande (spanisch República del Río Grande) war ein kurzlebiger, unabhängiger Staat im Norden Mexikos, der sich vom Staat Mexiko losgelöst hatte. Er entstand während der Herrschaft Santa Annas. Der Staat existierte nur zwischen dem 17. Januar und dem 6. November 1840. Offiziell anerkannt war er nie.

## Hintergrund
Nach einem Jahrzehnt der Unruhe erlangte Mexiko 1821 seine Unabhängigkeit von Spanien. Nachdem das Kaiserreich Mexiko gescheitert war, wurde 1824 die Verfassung angenommen.
1833 wurde General Antonio López de Santa Anna als Präsident gewählt. Er befürwortete zunächst eine föderale Verfassung. Allerdings änderte er seine Meinung und begann, den Staat zu zentralisieren. Santa Anna setzte die Verfassung und den Kongress außer Kraft. Gewählte Landespolitiker wurden durch von ihm ernannte Beamte ersetzt und die föderalen Staaten wurden zu Provinzen degradiert. Bald regte sich Widerstand. Am 3. November 1838 lehnte sich Antonio Canales auf und erklärte in einem Putsch die Rückkehr zum Föderalismus.

### Widerstand
Im Januar 1839 erklärte Antonio Canales in Laredo die Rückkehr zur Verfassung von 1824. Canales begann damit, eine Armee aufzustellen. Am 3. Oktober marschierte er gegen Mier. Hier traf er auf die Streitkräfte Mexikos. Canales siegte und wurde in Nordmexiko als Held gefeiert. Er konnte Männer, Geld und Waffen sammeln und seine Macht ausbauen.

## Rebellion

### Eine neue Republik
Bei einem Treffen am 17. Januar 1840 auf der Oreveña-Ranch nahe Laredo beschlossen Abgesandte der ehemaligen Bundesländer Coahuila, Nuevo León und Tamaulipas die Sezession von Mexiko. Die Republik Rio Grande wurde gegründet. Offizielle Zeitung wurde: Correo del Rio Bravo del Norte. Staatsmotto war Dios, Libertad y Convención (Gott, Freiheit und Verfassung).
Wichtigste Persönlichkeiten waren:
- Jesús de Cárdenas, wurde Präsident der Republik.
- Antonio Canales, Armeechef.
- Juan Nepomuceno Molano, Vertreter Tamaulipas.
- Francisco Vidaurri y Villaseñor, Vertreter Coahuilas.
- Manuel María de Llano, Vertreter Nuevo León.
- José María Jesús Carbajal, Außenminister.

### Schlacht von Santa Rita de Morelos (24.–25. März 1840)
Mexiko schickte General Arista in den Norden. Präsident Cardenas und die neue Regierung flohen nach Victoria.
Canales rückte mit seiner Truppe gegen Arista vor Santa Rita de Morelos. Das Kräfteverhältnis lag bei 1.800 zu 30. General Arista bot Antonio Zapata die Unterwerfung an und verlangte, den Treueeid auf Mexiko abzulegen. Zapata lehnte ab und wurde exekutiert. General Canales stellte Arista bei San Fernando, wurde besiegt und floh nach Texas.

### Texas’ Rolle während der Rebellion
Von Anfang an war Präsident Cardenas bewusst, dass die Republik Rio Grande von texanischer Hilfe abhängig war. Die Republik Texas hatte widersprüchliche Interessen hinsichtlich der Republik Rio Grande: Einerseits hätte die Republik Rio Grande als Pufferstaat zwischen Mexiko und Texas dienen können. Texas war immer noch von einer Rückeroberung durch Mexiko bedroht. Andererseits wollte Texas von Mexiko anerkannt werden. Die Anerkennung der Republik Rio Grande würde Mexiko verärgern. Offiziell blieb Texas neutral. Insgeheim unterstützte Präsident Mirabeau B. Lamar Canales’ Armee mit Waffen und Munition.

### Schlacht von Saltillo (25. Oktober 1840)
In Texas reorganisierte Canales seine Kräfte und marschierte zurück, um Laredo, Guerrero, Mier und Camargo zurückzuerobern. Bei Saltillo traf er auf General Montoya, wo er geschlagen wurde.

## Niederlage
Nach Saltillo begann General Canales, Kontakt mit General Arista aufzunehmen. Am 6. November 1840 kapitulierte er bei Camargo. Santa Anna akzeptierte die Kapitulation und garantierte Straffreiheit. Canales wurde sogar Offizier in der Armee Mexikos.

## Flagge

Flagge

Die Flagge bestand aus den Farben schwarz, weiß, rot und hatte drei weiße Sterne. Diese standen für die Provinzen Coahuila, Nuevo León und Tamaulipas. Die Flagge ist heute noch Teil der Stadtflagge Laredos.

## Erinnerung
- Zapata County, Texas, und auch die Stadt Zapata, Texas erinnern an den Kavallerieobersten José Antonio de Zapata.
- Das Republic of the Rio Grande Capitol Building Museum befindet sich in Laredo, Texas.